# Эсон (департамент)
Эсон (Эссонна, фр. Essonne) — департамент на севере центральной части Франции, один из департаментов региона Иль-де-Франс. Порядковый номер — 91. Административный центр — Эври-Куркурон. Население — 1 233 645 человек (16-е место среди департаментов, данные 2010 г.).

## География
Площадь территории — 1804 км². Через департамент протекает река Сена и её притоки, в том числе Эсон.
Департамент включает 3 округа, 21 кантона и 194 коммуны.

## История
Эсон был создан 1 января 1968 г. на части территории бывшего департамента Сена и Уаза.